# Marloes Kemming

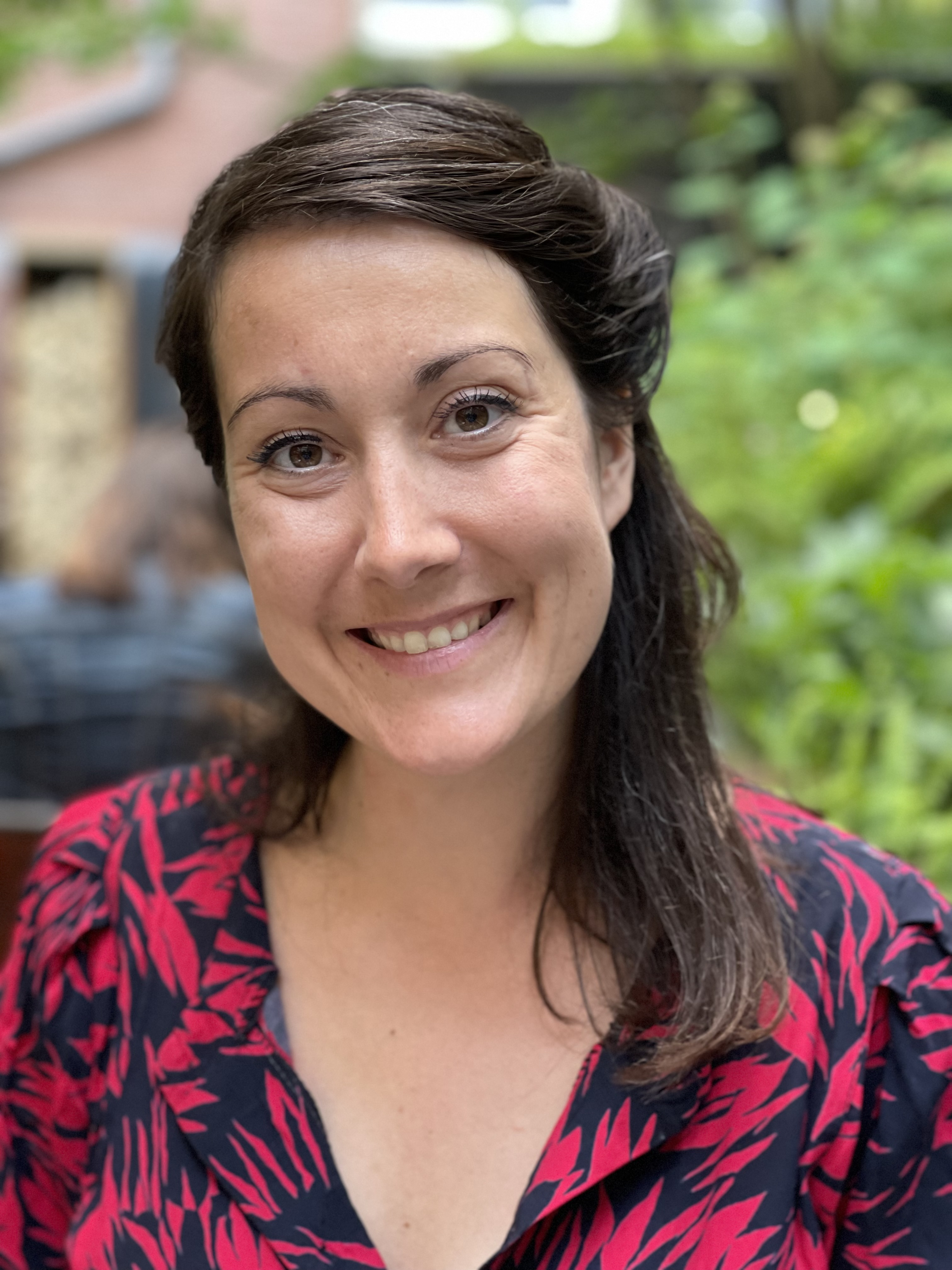
Marloes Kemming - 2021

Marloes Kemming (Druten, 1983) is een Nederlandse kinderboekenschrijver en schrijver van verhalen voor kinderen. Daarnaast is ze parttime werkzaam als communicatieadviseur.

## Biografie
Kemming studeerde kunst- en architectuurgeschiedenis aan de Rijksuniversiteit Groningen en beeldende kunst aan de Academie voor Schone Kunsten in Antwerpen. Na haar studie reisde ze drie jaar lang solo de wereld rond, waarna ze zich vestigde in Amsterdam. Marloes was writer in residence in Shakespeare and Company in Parijs, op Ruigoord, bij Schrijvers in Sluis en in de Wolkerstuin. Kemming debuteerde in 2015 met een roman voor volwassenen, Het kleine leven van Norbert Jones. Hiermee won ze de Coffeecompany Book Award. Kemming schrijft verder jeugdliteratuur, zoals prentenboeken, gestreepte boekjes en korte verhalen voor kinderen. Fabulant - de duistere koningin (2022) is haar eerste boek voor kinderen van 10+. Deel 2 van de Fabulant-trilogie, Fabulant - de laatste tovenaar, verscheen in 2023 en deel 3, Fabulant - Strijd om het Stelsel, in 2024. Daarnaast schrijft ze over reizen en eten, onder andere voor Bouillon Magazine.

## Prijs
- 2015 Winnaar Debuutprijs Coffeecompany Book Award, voor Het kleine leven van Norbert Jones
- 2023 Runner-up Hotze de Roosprijs, voor Fabulant, de duistere koningin